# Marie (Alpes-Maritimes)
Marie település Franciaországban, Alpes-Maritimes megyében. Lakosainak száma 103 fő (2022. január 1.). Marie Bairols, Clans, Ilonse, Valdeblore és Venanson községekkel határos.

## Népesség
A település népességének változása:
| Lakosok száma | 50   | 50   | 64   | 83   | 100  | 107  | 105  | 106  | 105  | 103  |
|               | 1968 | 1982 | 1990 | 2006 | 2013 | 2015 | 2017 | 2019 | 2020 | 2022 |